# Китайская квакша
Кита́йская ква́кша (лат. Hyla chinensis) — вид квакш из Китая, обитающих в провинциях Хэнань, Хубэй, Аньхой, Цзянсу, Чжэцзян, Хунань, Цзянси, Фуцзянь, Гуандун и Гуанси и на острове Тайвань. Есть сообщение об этом виде из Вьетнама, но скорее всего, это была Hyla annectans (Южноазиатская квакша).

## Описание
Лягушка длиной в 2,5—3,3 см. У этого вида самки немного больше чем самцы. Длина головы больше чем ширина её головы. Гладкая спина зелёного цвета. Внизу, лягушка жёлтая. Коричневые губы с жёлтыми точками. Чёрная полоса проходит от барабанной перепонки к её глазу. По бокам разбросанные чёрные пятна.

## Образ жизни
Обитает на рисовых полях, в прудах и кустах на высоте 1000—2000 м над уровнем моря. Обычно встречается на деревьях и кустах, в небольших стайках. Самки откладывают яйца длиной в 1—1,5 мм в диаметр с апреля по май, но только в дождливые ночи. У вылупившихся головастиков метаморфоз наступает уже в конце мая.